# Мец
Мец (фр. Metz МФА: [mɛs]о файле, нем. Metz [ˈmɛts], лат. Divodurum Mediomatricorum, Divodurum, Met(t)is) — город на северо-востоке Франции, регион Гранд-Эст, бывшая столица французского региона Лотарингия и столица департамента Мозель.
Город расположен у слияния рек Мозель (которая ветвится здесь на несколько рукавов) и Сейль.

## История
Поселения древних людей на территории Меца существовали, по имеющимся данным, уже за тысячи лет до н. э. Незадолго до римского нашествия здесь находилось главное поселение кельтского племени медиоматриков, которые и дали название городу. После взятия римлянами на этом месте стоял город Диводур (Divodurum). В 451 году город был взят Аттилой. При распаде Франкской империи стал столицей владений Лотаря. 

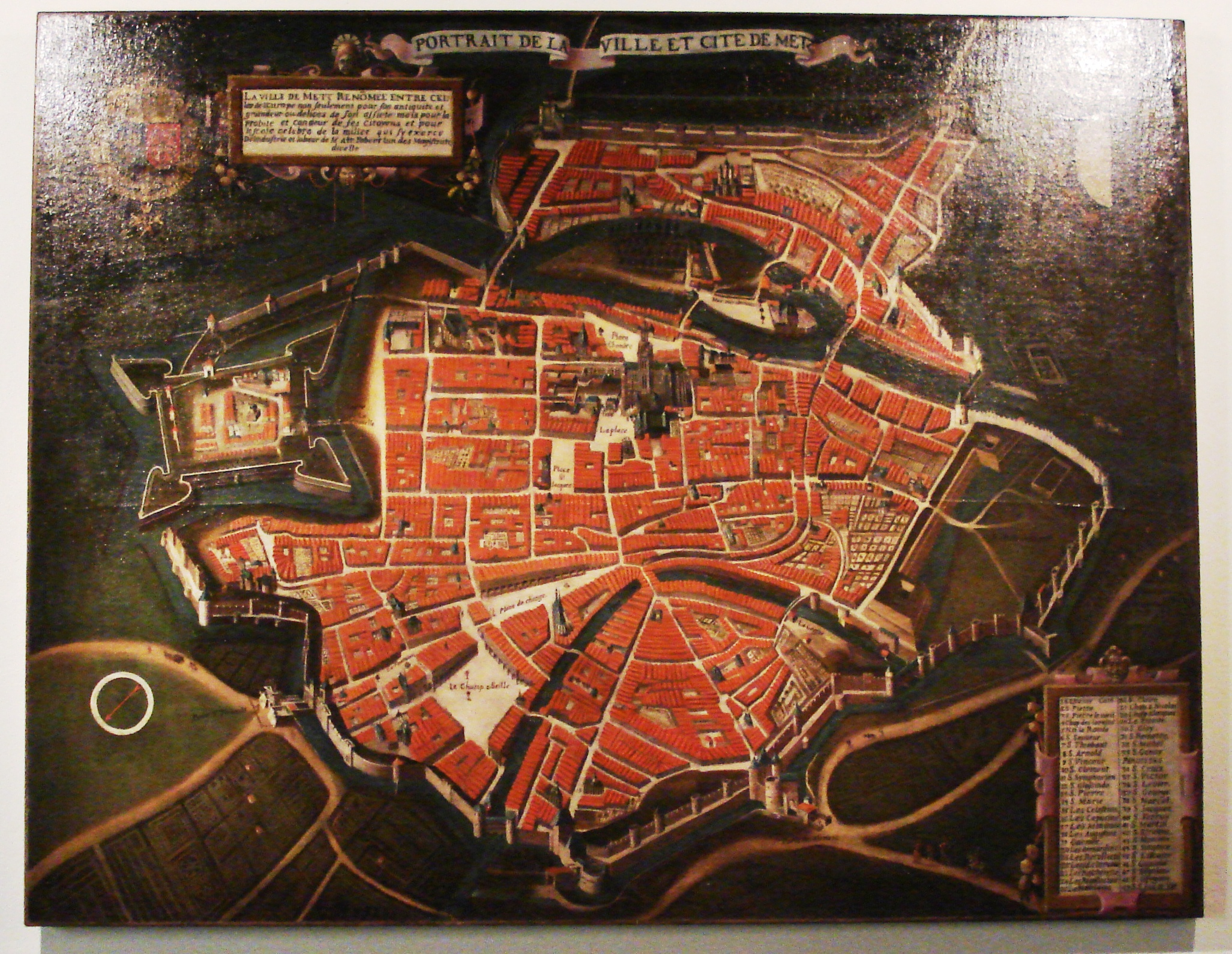
Мец в XVII веке

Между 1180 и 1210 Мец процветал в качестве свободного имперского города, затем сделался одним из трёх епископств, разделявших Францию и Германию. Городской летописец XV столетия Жан Обрион лично участвовал во многих описанных им событиях, в частности войнах французов с бургундцами. Хотя большинство жителей города поддержали Реформацию, французский король Генрих II Валуа вызвался быть их покровителем и успешно оборонял город от Габсбургов (в 1552 году). По итогам Тридцатилетней войны все три епископии были официально закреплены за Францией.
В период заграничного похода русской армии 4-й пехотный корпус генерал-лейтенанта П. И. Эссена Резервной армии блокировал крепость Мец, и заставил её капитулировать.
Во время франко-прусской войны очередная осада Меца немцами продлилась 52 дня.
С 1871 по 1918 и в 1940—1944 Мец входил в состав Германии. Город традиционно был хорошо укреплён; Вобан в своё время писал королю, что «крепости защищают провинции королевства, а Мец — государство в целом». Немецкая администрация пожелала снести укрепления и проложить на их месте бульвары и набережные. Из старинных укреплений уцелели только грандиозные Ворота Немцев. Свой нынешний облик старый город и его спальные районы приобрели после Второй мировой войны. И сегодня по архитектуре можно различить «французский» и «немецкий» Мец.

## Достопримечательности
Из памятников архитектуры и культуры Меца наибольшей известностью пользуются два средневековых моста Покойников, оперный театр середины XVIII века и собор Святого Стефана, один из самых широких и высоких во Франции. В нём можно созерцать витражи не только XIII—XIV вв., но и XX века — работы авангардистов Марка Шагала и Жака Вийона.
Период немецкого владычества наложил свой отпечаток на облик города. На одном из островков на Мозеле высится большая лютеранская церковь — Новый храм, освящённый в 1904 году в присутствии кайзера Вильгельма II. Его прообразом послужил романский Шпайерский собор — усыпальница германо-римских императоров. Находки, обнаруженные при раскопках древнеримских терм, экспонируются в филиале краеведческого музея. Также в городе сохранилась базилика Сен-Пьер-о-Ноннен, древнейшая из сохранившихся церквей Лотарингии, а, возможно, и всей Франции.
В 1971 году открылся университет Меца, который носит имя знаменитого уроженца города — поэта Поля Верлена. В 2010 открылся крупнейший во Франции за пределами Парижа выставочно-музейный Центр Помпиду в Меце.

## Транспорт

### Междугородный и международный транспорт

#### Железнодорожный транспорт
В городе есть железнодорожный вокзал Мец-Вилль, через который проходят сети национальных высокоскоростных поездов TGV и региональных поездов Лотарингии Métrolor.

#### Автомобильный транспорт
В районе Меца пересекаются две национальные магистрали — A4 и A31. Город связан с другими городами Франции и соседних стран регулярным автобусным сообщением.

#### Авиационный транспорт
В 20 километрах от центра города в направлении юго-юго-восток располагается аэропорт Мец-Нанси-Лотарингия, связанный с городом скоростной автомагистралью. Ближайший к Мецу международный аэропорт — Люксембург-Финдел.

#### Речной транспорт
Большое значение для Меца играют грузоперевозки водным транспортом.

### Городской общественный транспорт
Городской общественный транспорт Меца в настоящий момент представлен автобусом и речным трамваем. В прошлом в городе существовали также трамвайная (ликвидирована в 1949 году) и троллейбусная (ликвидирована в 1966 году) системы. Общественный транспорт города управляется компанией LE MET'.

#### Автобус

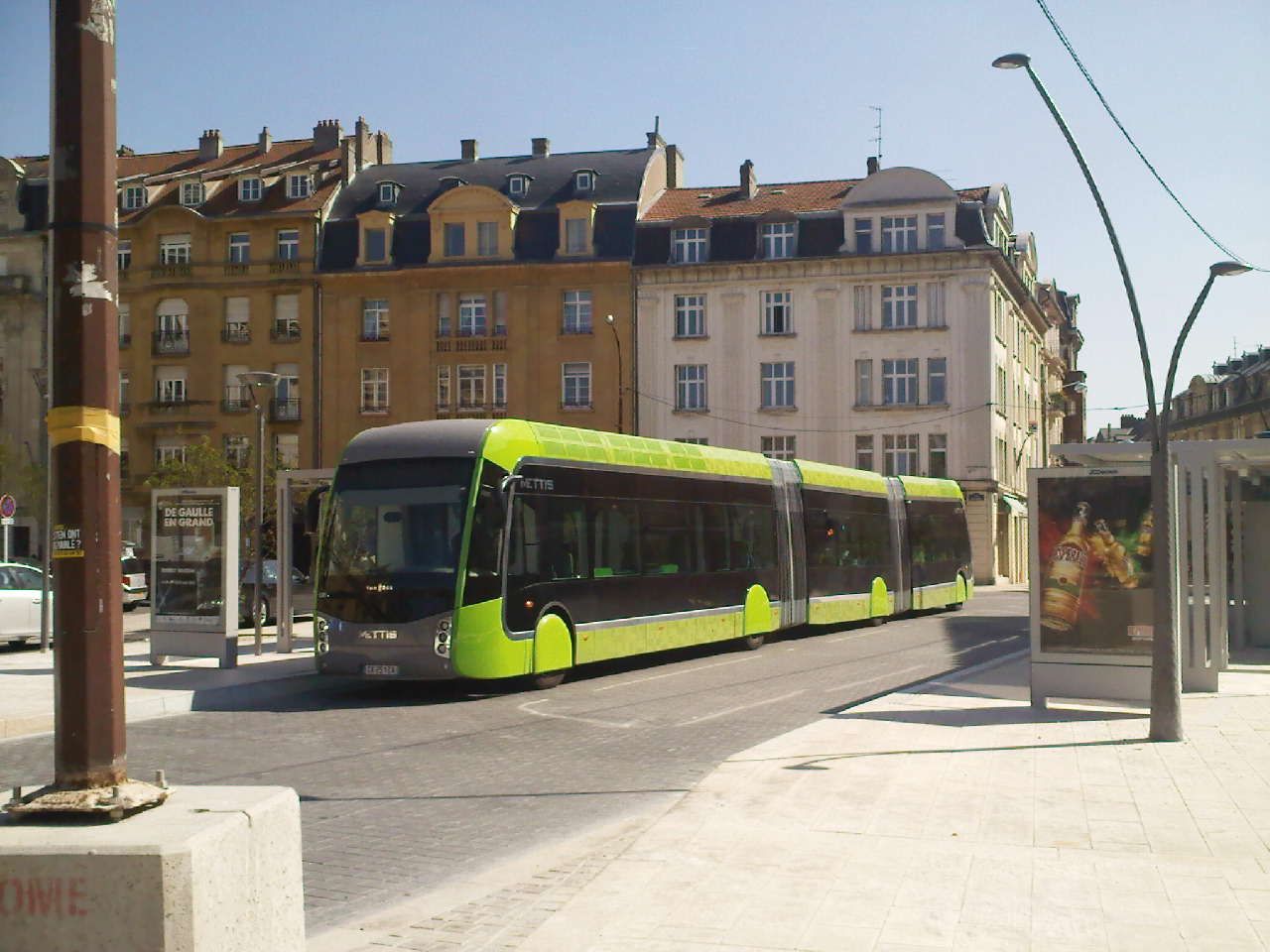
скоростной автобус Mettis (скоростной автобус города Мец)

Автобус в Меце представлен двумя видами: обычным автобусом и системой скоростного автобуса системы Mettis компании Van Hool, имеющего многосекционный сочленённый подвижной состав, останавливающегося на станциях с платформами и двигающегося по выделенным (а на многих участках - по обособленным желобами) полосам.

#### Речной трамвай
В городе существуют два маршрута речного трамвая, оба из которых берут начало от пристани у моста Мойен в центре города. Маршруты обслуживаются маломерными электрическими катерами.
|                             |  |                   |  |                       |
| Ворота Немцев 110 лет назад |  | Набережная Мозеля |  | Собор Святого Стефана |

## Климат
| Показатель                    | Янв.  | Фев.  | Март  | Апр. | Май  | Июнь | Июль | Авг. | Сен. | Окт. | Нояб. | Дек. | Год   |
| ----------------------------- | ----- | ----- | ----- | ---- | ---- | ---- | ---- | ---- | ---- | ---- | ----- | ---- | ----- |
| Абсолютный максимум, °C       | 16,1  | 20,8  | 24,3  | 29,6 | 32,0 | 34,5 | 37,3 | 38,7 | 34,0 | 26,8 | 21,1  | 18,1 | 38,7  |
| Средний суточный максимум, °C | 4,0   | 6,2   | 9,9   | 13,9 | 18,3 | 21,6 | 23,8 | 23,4 | 20,2 | 14,7 | 8,3   | 4,9  | 14,1  |
| Средняя температура, °C       | 1,5   | 2,8   | 5,8   | 9,1  | 13,2 | 16,4 | 18,4 | 18,0 | 15,0 | 10,6 | 5,3   | 2,4  | 9,9   |
| Средний суточный минимум, °C  | −1,1  | −0,5  | 1,7   | 4,3  | 8,0  | 11,2 | 12,9 | 12,7 | 9,9  | 6,5  | 2,4   | −0,1 | 5,7   |
| Абсолютный минимум, °C        | −20,1 | −23,2 | −12,2 | −5,1 | −2,4 | 1,9  | 4,3  | 3,9  | −1,1 | −6   | −11,7 | −17  | −23,2 |
| Норма осадков, мм             | 63    | 57    | 63    | 53   | 68   | 72   | 61   | 62   | 59   | 63   | 66    | 73   | 760   |
| Источник: Infoclimat          |       |       |       |      |      |      |      |      |      |      |       |      |       |

## Население
| Год  | Численность | Численность |
| ---- | ----------- | ----------- |
| 1962 | 102 771     |             |
| 1968 | 107 537     |             |
| 1975 | 111 869     |             |
| 1982 | 114 232     |             |
| 1990 | 119 594     |             |
| 1999 | 123 776     |             |
| 2006 | 124 435     | [ 4 ]       |
| 2008 | 122 838     |             |
| 2011 | 119 962     |             |
| 2013 | 118 634     |             |
| 2014 | 117 619     |             |
| 2015 | 117 492     | [ 5 ]       |
| 2016 | 119 856     | [ 6 ]       |
| 2017 | 116 429     | [ 7 ]       |
| 2018 | 116 581     | [ 8 ]       |
| 2019 | 118 489     | [ 9 ]       |
| 2020 | 120 211     | [ 10 ]      |
| 2021 | 120 874     | [ 11 ]      |
| 2022 | 121 695     | [ 12 ]      |

## Города-побратимы
- Глостер, Великобритания (1963)
- Градец-Кралове, Чехия (1 декабря 2001)[13]
- Джамбала, Республика Конго (10 октября 2012)[14]
- Ичан, Китай
- Канзас-Сити, США (2003)
- Кармиэль, Израиль (июнь 1987)
- Люксембург, Люксембург (1953)[15]
- Нанкин, Китай (2 декабря 2019)[16]
- Сен-Дени, Франция (1986)
- Тайлер, США (1983)
- Танжер, Марокко
- Трир, Германия (13 октября 1957)
- Черновцы, Украина (2022)[17]